# Klaarstroom
Klaarstroom è una cittadina sudafricana situata nella municipalità distrettuale di Central Karoo nella provincia del Capo Occidentale.

## Geografia fisica
Il piccolo centro abitato sorge all'estremo settentrionale del Meiringspoort, un passo di montagna attraverso i monti Swartberg che mette in comunicazione il Piccolo Karoo con il Grande Karoo.